# 星空华文

星空华文（传媒）在电视频道广播部分场合（如星空卫视、Channel V等）仍使用的标识，原为星空传媒使用的标识

星空华文控股有限公司（英語：STAR China Media，港交所：6698）是中国的影视娱乐传媒公司，业务包括综艺节目制作、艺人经纪、广告营销等，拥有星空卫视、Channel V频道，是中国最大综艺节目IP创造商及运营商，代表作有《中国好声音》《中国达人秀》《这！就是街舞》《蒙面唱将猜猜猜》等。该传媒前身为星空传媒面向中国大陆的大部分业务。其董事长为原上海文广新闻传媒集团副总裁、东方卫视总监田明。

## 历史
1991年7月4日李嘉诚的和记黄埔（長江和記實業前身）企業在英屬香港成立卫星电视有限公司（又称STAR，中文名「衛視」），起初在香港及中国大陆播出，后来改以台湾市場為主。五條免費頻道包括卫视中文台（1996年3月31日拆分为凤凰卫视中文台和卫视中文台（台湾））、衛視體育台、衛視合家歡台、衛視音樂台（1995年改稱Channel V）等在1991年8月-12月陸續啟播。
1993年，的新闻集团（News Corporation）购入STAR的63.6%股权；再于1995年7月购入餘下所有股权。
1994年5月，因MTV与卫星电视（STAR TV）终止合作，卫视音乐台的英文名称由MTV Asia变更为Channel V，转变为由卫星电视自办的音乐频道。此后，Channel V跟随卫星电视的东亚西亚分频政策，开始对东亚播送大中华区版本，以繁体中文+汉语普通话的方式播出。由张妙阳配音的频道台声“这里是卫星电视 您正在收看的是音乐台”亦同步启用直至1996年。
2000年，Channel [V]大中华区频道被拆分为在台灣播映的Channel [V]娛樂台（以繁体中文播出），及在中國大陸播出的Channel [V] 音樂台（又稱[V] China，以简体中文播出）。
2002年，星空卫视开播，作为星空传媒面向中国大陆在卫视中文台之后全新启播的综合娱乐频道。同年起，Chaneel V中国大陆频道的制作总部迁移至上海，但仍继续保留在香港的信号上行站。
2006年，星空传媒成立灿星文化，作为星空卫视的节目制作机构。
2009年，新闻集团将星空传媒一拆分為三：
- 星空传媒大中華區（Star Greater China）主管原星空传媒大中華區頻道（包括：台灣的主要業務衛視中文台、衛視電影台等；中國大陸的主要業務星空卫视、Channel V中國頻道；星空華文傳媒電影有限公司[Fortune STAR]的電影庫藏）

- 星空傳媒 (印度)（Star India）主管印度業務。2019年隨絕大部分21世紀福斯資產併入華特迪士尼公司。2022年更名為Disney Star（迪士尼星空）。2024年其部分股权被转让给印度信实工业公司，转为合资企业。

- 原有的STAR易名Fox International Channels Asia Pacific，2016年易名福斯国际电视网亞太支部（Fox Networks Group Asia Pacific Limited）。2019年隨絕大部分21世紀福斯資產併入華特迪士尼公司，后更名为迪士尼传媒集团 (亚太)。

2010年8月，星空传媒大中華區（Star Greater China）當中的中國大陸主要業務被转让给黎瑞刚的CMC資本（控股53%）与新闻集团合资新创立的星空华文传媒，这些被转让的业务包括原属新闻集团旗下星空传媒全资拥有的星空卫视、Channel V频道（中国大陆版本）以及管理星空华语电影片库的星空華文傳媒電影（Fortune Star）。
2011年4月，曾在东方卫视工作的田明、金磊、徐向东作为核心管理团队成员加入星空华文传媒。2011年5月，星空华文传媒董事会宣布，任命东方卫视前任总监田明为公司首席执行官。
其后，集团发展重心由播出端转为制作端，旗下的灿星文化成为中国各大电视频道和视频平台的综艺节目制作和供应商。2012年，其制作的《中国好声音》在浙江卫视播出，成为中国最受欢迎的真人歌唱比赛节目之一。
2014年1月CMC購入餘下星空华文传媒所有股權，正式易名星空华文。至此，星空华文成为CMC资本的全资子公司。星空華文繼承了原星空传媒拥有的星空卫视、channel V中国大陆频道、星空华文传媒電影华语片库业务和其託管的中華人民共和國的官方媒體海外電視業務許可，其中包括中國環球電視網（CGTN）在英國的播放牌照。
2016年，灿星文化以20.8亿元收购《中国好声音》的艺人管理公司梦响强音。
2016年，灿星文化完成股份制改革后着手在A股上市，2018年，首次向证监会提交招股书但未能过会。2020年，灿星文化申请在深圳证券交易所创业板上市，但在2021年2月被深交所否决。2021年，灿星文化与香港星空华文传媒电影合并重组为星空华文，冲刺港股上市。2022年12月29日，星空华文正式在香港交易所上市。
2023年因燦星製作金磊團隊節目《中國好聲音》李玟事件對公司造成負面影響。導致燦星製作的節目《這！就是街舞第六季》《亞洲超星團》《超新星運動會第五季》《閃亮星電音》《鮮活唱遊團》等節目改以「陸偉工作室」名義製作。
2024年4月11日起，星空华文所属的三个频道，包括星空卫视（包括中国大陆版和国际版）与Channel[V]中国大陆版一同实现高清播出，播出比例由4:3改为16:9，同时恢复动态台标和立体声播出。但高清化初期，频道播出的大部分节目仍然被压缩成4:3格式。

## 制作节目
| 合作平台         | 节目                           |
| ---------------- | ------------------------------ |
| 浙江卫视         | 《中国好声音》系列             |
| 浙江卫视         | 《中国好舞蹈》                 |
| 浙江卫视         | 《同一堂课》                   |
| 浙江卫视         | 《娱乐梦工厂》                 |
| 东方卫视         | 《中国达人秀》                 |
| 东方卫视         | 《金星秀》                     |
| 东方卫视         | 《与星共舞中国版》             |
| 东方卫视         | 《新舞林大会》                 |
| 东方卫视         | 《舞林争霸》                   |
| 东方卫视         | 《拜见小师父》                 |
| 东方卫视         | 《中国之星》                   |
| 东方卫视、优酷   | 《追光吧！哥哥》《追光吧！》   |
| 江苏卫视         | 《蒙面歌王》《蒙面唱将猜猜猜》 |
| 江苏卫视         | 《蒙面舞王》                   |
| 江苏卫视         | 《我们的挑战》                 |
| 江苏卫视         | 《歌声的翅膀》                 |
| 江苏卫视         | 《盖世音雄》                   |
| 江苏卫视         | 《了不起的沙发》               |
| 江苏卫视、抖音   | 《点赞！达人秀》               |
| 北京卫视         | 《了不起的长城》               |
| 北京卫视         | 《跨界歌王2020》               |
| 广东卫视         | 《中国好男儿》                 |
| CCTV-1           | 《中国好功夫》                 |
| CCTV-1           | 《出彩中国人》                 |
| CCTV-1           | 《舞出我人生》                 |
| CCTV-1           | 《了不起的挑战》               |
| CCTV-3           | 《中国好歌曲》                 |
| CCTV-6           | 《来吧灰姑娘》                 |
| 优酷             | 《这！就是街舞》               |
| 优酷             | 《这！就是原创》               |
| 优酷             | 《了不起舞社》                 |
| 优酷             | 《师父！我要跳舞了》           |
| 优酷             | 《一起乐队吧》                 |
| 优酷             | 《爆款来了》                   |
| 优酷             | 《中国潮音》                   |
| 优酷             | 《街头音浪》                   |
| 优酷             | 《超感星电音》                 |
| 腾讯视频         | 《即刻电音》                   |
| 腾讯视频         | 《嘴强王者》                   |
| 腾讯视频         | 《超新星運動會》第五屆         |
| 腾讯视频         | 《鲜活唱游团》                 |
| 爱奇艺           | 《唱给世界听》                 |
| 爱奇艺           | 《出发吧，师傅！ 》            |
| 爱奇艺           | 《亚洲新声》                   |
| 爱奇艺、东方卫视 |                                |
| 抖音             | 《熊猫书包请查收》             |
| 抖音             | 《百川乐时空》                 |
| 抖音             | 《百川可逗镇》                 |
| 抖音             | 《听见我的旅行》               |
| 西瓜视频         | 《2021有一说一》               |
| TVB、优酷国际版  | 《亞洲超星團》                 |
| 星空卫视         | 《说走就走》                   |